# Oath sign
《oath sign》是LiSA的第1張單曲，於2011年11月23日由Aniplex發售。

## 概要
主打曲《oath sign》是電視動畫《Fate/Zero》的主題曲之一。發售形式分為通常盤、初回盤和期間限定盤3種，初回盤附有收錄了《oath sign》PV的DVD，動畫盤則收錄了和《oath sign》的電視播映版。
此單曲於Oricon公信榜中曾獲得最高第5位，曾是LiSA在該榜中名次最高的作品之一（僅次於Rising Hope與シルシ）。

## 收錄歌曲

### 初回限定盤、通常盤
1. oath sign [4:09]
作詞、作曲：渡邊翔，編曲：とく
電視動畫《Fate/Zero》主題曲
2. confidence driver [3:23]
作詞：LiSA，作曲：田淵智也，編曲：涌井啓一、千葉直樹
3. HANDS & SMiLE [3:07]
作詞：LiSA，作曲：An Cafe，編曲：涌井啓一、千葉直樹
4. oath sign（Instrumental）

### 期間限定盤
1. oath sign
2. confidence driver
3. [4:40]
作詞：meg rock，作曲、編曲：清水武仁
4. oath sign -TV ver.- [1:31]

## 收錄專輯
| 曲名      | 專輯             | 發售日        | 備考          |
| --------- | ---------------- | ------------- | ------------- |
| oath sign | 《LOVER"S"MiLE》 | 2012年2月22日 | 第1張原創專輯 |

## 備註
1. 1 2  （日語）.   [2013年10月14日]. （原始内容存档于2013年10月26日） （日语）.
2. ↑  （日語）. FRIDAY SUPER COUNTDOWN 50官方網站. 文化放送. 2011-12-20  [2011-12-20]. （原始内容存档于2012-01-21） （日语）.

## 外部連結
- 索尼音樂娛樂介紹網站
  - 初回生產限定盤
  - 通常盤
  - 期間生產限定盤